# Acacia ausfeldii
Acacia ausfeldii är en ärtväxtart som beskrevs av Eduard August von Regel. Acacia ausfeldii ingår i släktet akacior, och familjen ärtväxter. IUCN kategoriserar arten globalt som nära hotad. Inga underarter finns listade i Catalogue of Life.